# Adare
Adare (en irlandés: Áth Dara, que significa "el vado del roble") es un pueblo situado en el Condado de Limerick, en Irlanda. Según el censo de 2006, tenía una población de 2.592 habitantes, pero la cifra se había reducido a menos de la mitad en una década, cuando el censo de 2016 registró 1.129 habitantes. Se encuentra a 16 km (10 millas) de la ciudad de Limerick. Conocido como uno de los pueblos más bonitos de Irlanda, Adare se considera Patrimonio de Interés Nacional Irlandés.

## Toponimia
El nombre "Adare" deriva de Áth Dara, que significa 'el vado del roble' y fue históricamente una encrucijada de caminos sobre el río Maigue.

## Historia
Adare está situado en el suroeste de Irlanda y es considerado como el pueblo más bonito y pintoresco de Irlanda. Es un paraíso para aquellos que deseen escapar, relajarse y disfrutar de su entorno medieval.
Situado en las veras del río Maigue, un afluente del río Shannon, Adare está llena de historia que se remonta al año 1200 d. C. Adare ha vivido numerosas rebeliones, guerras y conquistas, dejando tras de sí un legado de monumentos históricos.
A principios del siglo XIX, el conde de Desmond creó el plan de trazado para las calles y casas existentes de Adare. Estas tierras y viviendas se alquilaban a los inquilinos, en virtud de diversos acuerdos, algunos de los cuales todavía existen hoy en día.
En la actualidad, Adare cuenta con una gran riqueza arquitectónica de gran belleza. La calle principal de la localidad está salpicada de hermosos edificios de piedra, monasterios medievales y ruinas, además de estar en ella el pintoresco parque del pueblo.
La mezcla de los siglos se hace presente en la vida cotidiana. Las calles de Adare están llenas de casas de campo originales que han sobrevivido durante cientos de años. Algunas de ellas se mantienen gracias a que albergan en su interior restaurantes locales y tiendas de arte y artesanías, pero muchas aún son residencias de propiedad privada.
Situada en el corazón del condado de Limerick, a sólo 15 minutos al sur de la ciudad de Limerick por la ruta N21 y a 40 minutos del aeropuerto de Shannon, Adare es la puerta de entrada al suroeste de Irlanda, en la frontera de los condados de Kerry, Cork, Clare y Tipperary.

## Economía
Adare es un punto turístico de primer orden dentro de Irlanda, siendo parte de numerosas rutas turísticas del Suroeste del país. Adare es también un conocido lugar para celebrar bodas, conferencias o reuniones de empresa. También se está dando a conocer en el mundo del golf, pues en ella se ubica el Club de Golf de Adare, que cuenta con dos campos con 18 hoyos y es el lugar donde se celebró el Open de Irlanda de 2007. Adare tiene, asimismo, dos centros ecuestres: Clonshire y adare Manor.

### Turismo
El pueblo tiene tres hoteles: Adare Manor, Dunraven Arms y Woodlands House
También cuenta con seis pubs. En el pueblo están Bill Chawke's, Collins', Seán Collins' y Lena's; y en los alrededores se encuentran The Thatch y Neville's. Además, cada uno de los hoteles y los campos de golf tiene sus propios bares y restaurantes. En muchos de los bares y pubs también se sirven comidas.
Hay siete restaurantes: The Wild Deese, The Inn Between, The Abbots Rest, The Aches Restaurant, The Blue Door Cottage Pantry, The Golden Dragon y The Pink Potato.
Igualmente, hay varias cottages, esto es, casas de campo tradicionales, que se encuentran disponibles para alquiler, y hay varios Bed & Breakfasts, un tipo de alojamiento popular y barato que incluye desayuno.

## Arquitectura

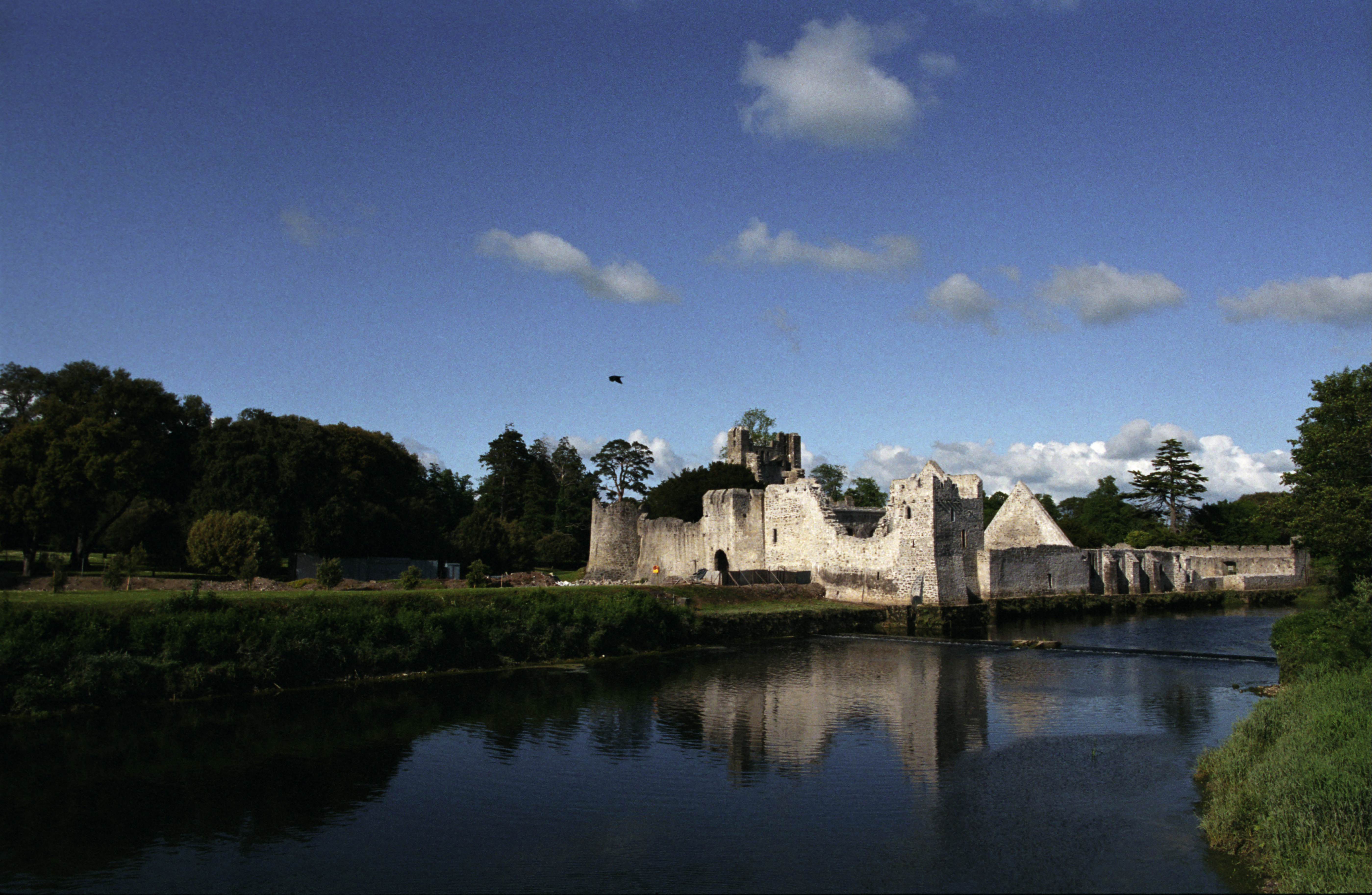
Vista del Castillo Desmond.

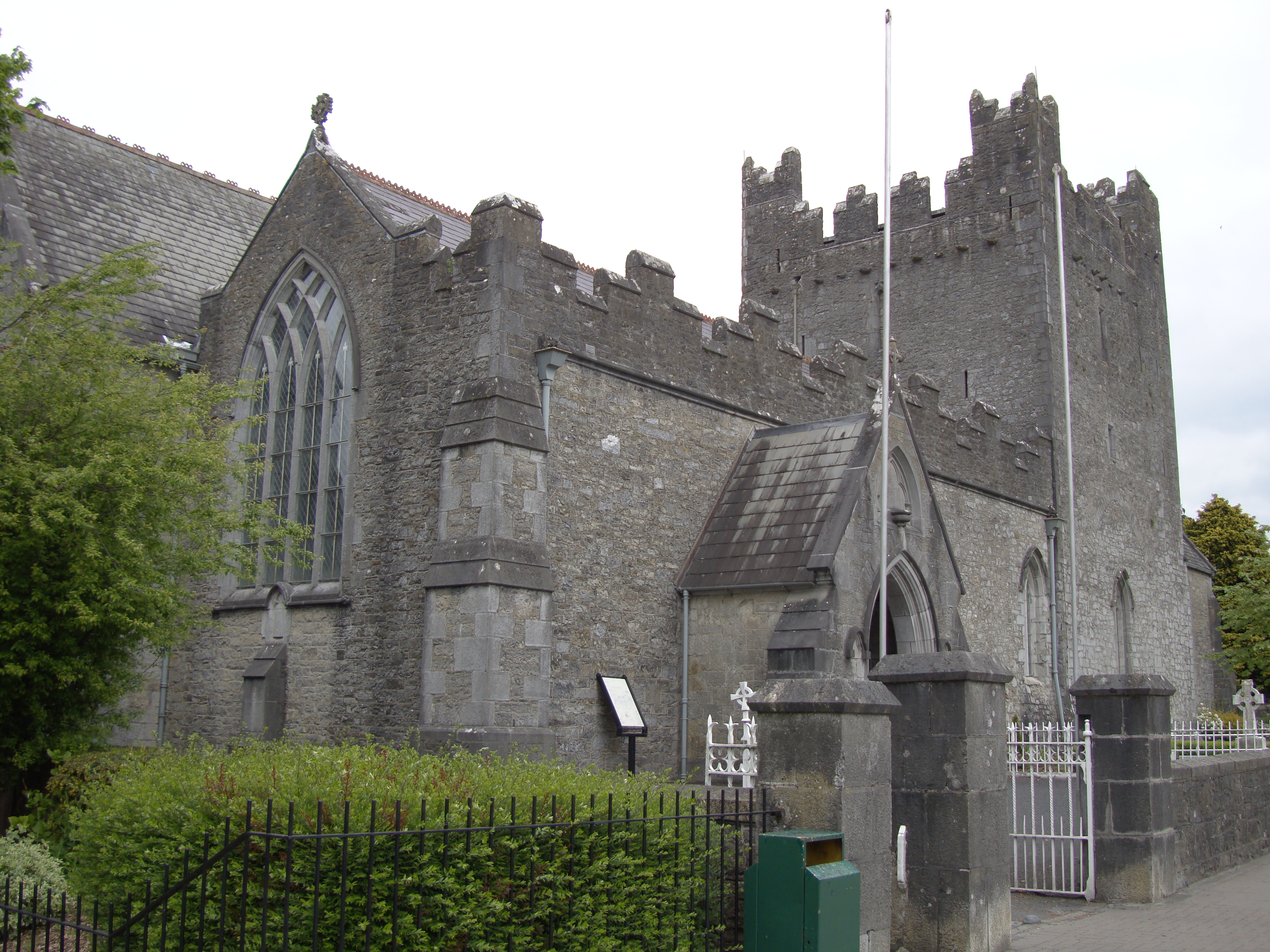
Vista del monasterio de la Trinidad.

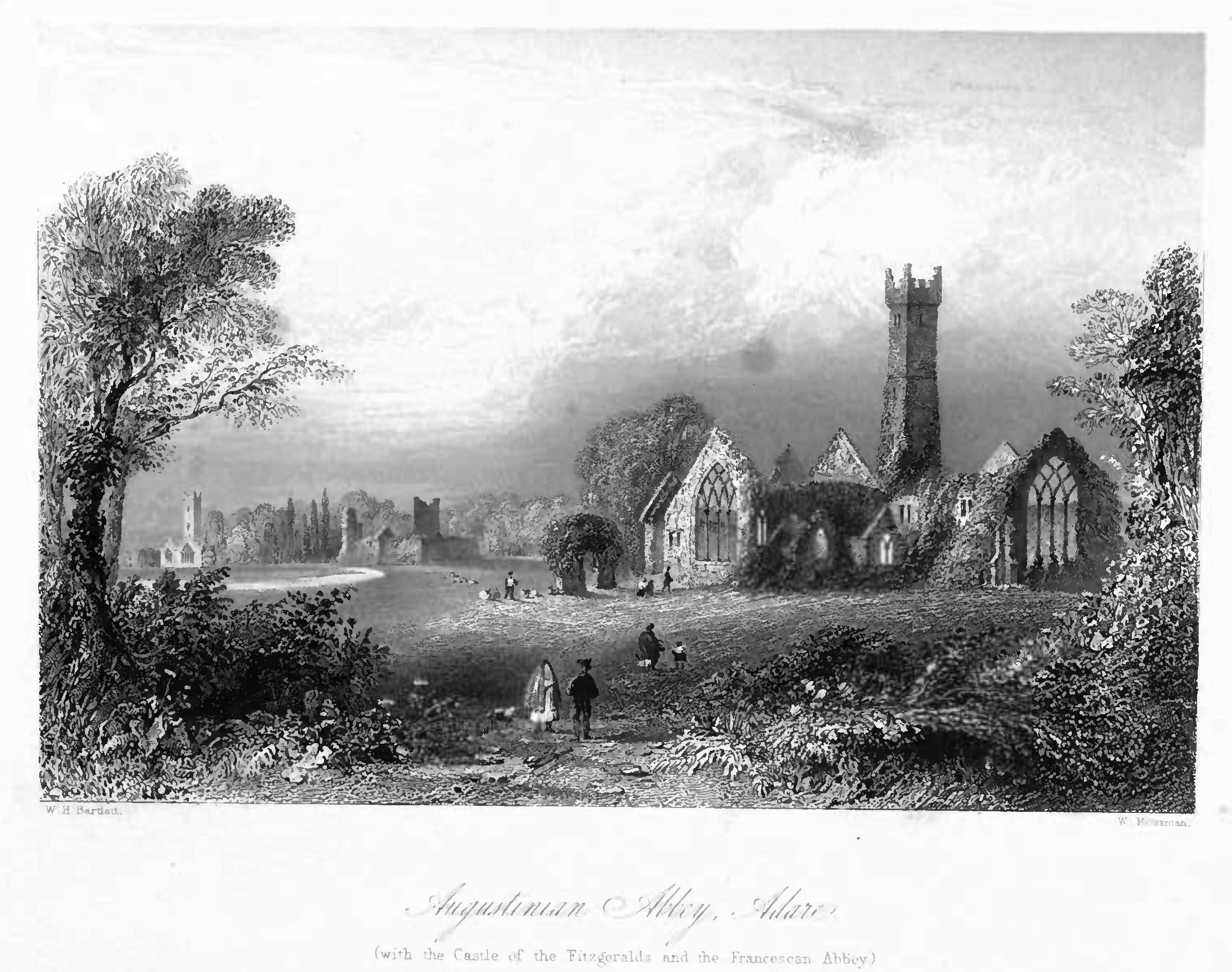
Grabado del antiguo priorato de los Agustinos.

La calle principal combina la quintaesencia de la arquitectura irlandesa con edificios del más puro estilo inglés.

### Castillo de Desmond
Este castillo fue construido como un antiguo fuerte circular por los O'Donovan, gobernantes de la región hasta el siglo XII. Se convirtió en una fortaleza estratégica durante los siguientes años turbulentos. Fue propiedad de los condes de Kildare durante casi 300 años, hasta la rebelión en 1536, cuando fue confiscado y otorgado a los condes de Desmond, que le dieron el castillo de su nombre actual.

### El convento franciscano
El convento es un ejemplo característico de los monasterios erigidos en Irlanda durante los siglos XIV y XV. Fue fundado en 1464 por Thomas, el séptimo conde de Kildare, de los "Frailes Franciscanos de la Estricta Observancia". Aunque hoy se halla en ruinas, las paredes que quedan en pie atestiguan su antigua elegancia.

### El Priorato trinitario
Situado al lado del Centro de Patrimonio Adare, este es el único monasterio trinitario registrado en Irlanda. El edificio fue construido por la dinastía FitzGerald para la Orden trinitaria en el siglo XIII. Esta orden de frailes fue fundada en Francia, a raíz de las Cruzadas a Tierra Santa, con el objetivo principal de recaudar dinero de rescate para rescatar a los cristianos cautivos tomados por los árabes, durante las Cruzadas.
Se cree que los monjes trinitarios que vinieron a Adare procederían de Escocia. El monasterio fue suprimido y muy dañado durante el reinado del rey Enrique VIII. Reparado y ampliado a mediados del siglo XIX, el edificio es llamado en la actualidad "Abadía de la Santa Trinidad" y se utiliza como la iglesia católica local. Una visita a este edificio histórico y hermoso es muy recomendable.

### El Priorato Agustino
A sólo un corto paseo desde el pueblo hacia la ciudad de Limerick, a orillas del Maigue rivery, el convento fue fundado por los condes de Kildare a principios del siglo XIV. Se convirtió en la sede de la Orden de los Agustinos hasta que fueron expulsados, a mediados del siglo XV. El priorato fue suprimido y muy dañado durante el reinado de Enrique VIII. Reparado y renovado durante la primera parte del siglo XIX, es considerado como un buen ejemplo de lo cómo eran las iglesias medievales irlandeses. El edificio se ha utilizado como la iglesia protestante local (Iglesia de Irlanda) desde principios del siglo XIX.
Se conservan también el Priorato Agustino (Agustinian Priory, del siglo XIV), la Abadía Franciscana (Franciscan Abbey, del siglo XV) -actualmente en ruinas y dentro del Campo de Golf de Adare Manor-, la Abadía Trinitaria (Trinitarian Abbey, del siglo XIII) y el Castillo Desmond.

## Transporte y comunicaciones
La Carretera Principal Limerick-Tralee, la N21, pasa por el medio de la población y suele estar muy congestionada. Tras numerosos retrasos, a finales de 2015 se eligió un corredor para trazar una circunvalación que realinea la carretera N21 al norte del pueblo, como parte de una nueva autovía planeada para unir el puerto de Foynes con Limerick.
Adare es una de las paradas en el autobús horario Limerick-Tralee/Killarney.
La línea de ferrocarril hasta Foyne pasaba por el pueblo, pero ha estado cerrada durante décadas. La estación se inauguró el 12 de julio de 1856 y fue cerrada para los pasajeros el 4 de febrero de 1963, para ser cerrada totalmente el 2 de diciembre de 1974.

## Lugares de interés
- Adare Manor Golf Club: se fundó en 1900 y es uno de los mejores campos Limericks bosques. Ubicado entre las antiguas ruinas de la abadía franciscana (1300AD) y el castillo de Adare (1341 A.D.), Adare Manor Golf Club está lleno de historia en un entorno fantástico. Adare Golf Club se encuentra en los terrenos del Adare Manor Hotel. Diseñado por Robert Trent Jones, este curso ofrece un reto fantástico para los golfistas aficionados y profesionales por igual. Este campo de campeonato magnífico ha sido anfitrión de los 2002 y 2003 Seniors Irish Open, 2003 Irish PGA Campeonato Inaugural y la Ladies Cup Mundial de Golf.

- Pitch & Putt: el Adare Pitch & Putt se encuentra a solo 5 minutos a pie de todas las comodidades en Adare. El curso está abierto durante 10 años y se mantiene en buenas condiciones durante todo el año. Usted puede traer sus propios palos o alquilarlas en el curso. Los precios van desde 4 € para juniors y 5 € para los adultos. Un gran día para todas las edades.

- Música irlandesa: Usted puede encontrar música irlandesa durante todo el año en algunos de los bares en el pueblo en noches alternas. Visite para saber qué noches tocan música tradicional irlandesa. El Centro del Patrimonio Adare ofrece música irlandesa durante los meses de verano.

- Adare Heritage Centre: Toda la información turística y de servicios están disponibles aquí, incluyendo divisas, descuentos Internacionales Telecards (Teléfono), Libros, mapas y artefactos, así como un alojamiento Fondo Reserva Local, Regional y de la Nación toda.

- Adare Farmers Market: Todos los sábados en el ayuntamiento, en el centro del pueblo. Fruta fresca, verduras, pasteles y mucho más. 10 a.m.-2 p.m. todos los sábados.

- Ecuestre: Clonshire Equestrian Center ubicado a 3 km del pueblo de Adare.

- Carreras de Caballos: Limerick Race Course está situado a 4 km del pueblo de Adare y tiene regularmente reuniones.

- Pesca: El Maigue río se encuentra en el exuberante paisaje de la parroquia de Adare. Arroz Dunworth, un guía de pesca con sede cerca de Adare se pesca con mosca desde hace 40 años y rector de 15. Él tiene un conocimiento íntimo de la pesca y Antigüedades de esta hermosa región. Un pescador integral y flytier, Paddy se especializa en la trucha, trucha de mar, salmón y lubina, ofrece clases Fly-casting para los principiantes y enmiendas, y también es apto para el otoño / invierno Pike pesca y la pesca con mosca de agua salada.

- Kilcornan Karting Tanto si se trata de un 'llegará & drive' sesión de 15 minutos o el "Grand Prix" podrá disfrutar de su tiempo en el carril rápido. Abierto 7 días a la semana, durante todo el año. Situado a tan solo 4 km de Adare.

- Patrimonio Sports Cars: Experimenta la emoción de conducir un coche clásico en torno a Irlanda panorámicas al campo. Lleve a cabo un día o una semana larga gira de conducir los mejores automóviles históricos

- Limerick City: La ciudad de Limerick se encuentra a 20 km del pueblo de Adare en el N21 ya 35 km del aeropuerto de Shannon. Visite el castillo del rey John, ir de compras, ir a un espectáculo o una discoteca, Limerick tiene mucho que ofrecer.

- Curragchase Forst Parque: Curragchase Forest Park y el parque de caravanas se encuentra a unos 4 km del pueblo de Adare. Este terreno forestal virgen y natural es un lugar ideal para relajarse en mejores parques del Condado de Limerick.

- Granja Stonehall: Apto para todas las edades, ver y experimentar una gran variedad de animales y aves en el camino agrícola que abarca 45 acres. Ovejas, ciervos, ovejas Soay rara, avestruz, emú, patos, gansos, conejos, conejillos de indias y muchos más. Situado junto al parque de bosque Curragchase, a 4 km de Adare.

- Castillo Carrigogunnell: El castillo está muy bien situado en una roca volcánica con una vista maravillosa con vistas a todo el estuario de Shannon. Consiste en una caja de varios lados, fortalecida por un fuerte muro de probable fecha del siglo XV. 8 km de Adare, y al oeste de Limerick. Se trata de un imponente edificio con dos torres (15 y 16 C), lamentablemente en mal estado de conservación. Desde el castillo hay unas vistas excelentes del río Shannon y sus alrededores.

- Museo De Valera: Una amplia colección de objetos incluye una presentación audiovisual sobre la vida y el tiempo de Eamon De Valera.

- Foynes Flying Boat Museum: El museo recuerda la década de 1930 y 40 fue cuando el puerto de Foynes fue el punto de apoyo para el tráfico aéreo entre los EE.UU. y Europa. Los hidroaviones famosos eran visitantes frecuentes, llevando a bordo de una amplia gama de personas de las celebridades a los refugiados. El museo recuerda la época con exposiciones e ilustraciones gráficas. Usted puede ver imágenes originales de los barcos voladores. El museo está situado en el edificio de la terminal original con su radio y el tiempo de habitaciones. Foynes se encuentra a 14 km de Adare.

- Museo Hunt: El Museo exhibe caza una de las mayores colecciones privadas de Irlanda de arte y antigüedades. Puede ver imágenes de arte de Leonardo da Vinci, Picasso, Renoir y Yeats, y el impresionante trabajo de la época medieval. Examine arma y herramientas del pasado celta y visitar la galería de joyas, donde se muestra la cruz de oro como anécdota vinculada a María Reina de Escocia. Situado en la ciudad de Limerick, a 8 km de Adare.

- Irish Palatine Heritage Centre: En 1709 varios cientos de familias de origen alemán se establecieron en Irlanda. Conocido como el Palatines que establecieron las raíces principalmente en Rathkeale. Una pantalla muy extendida de los artefactos, fotografías, gráficos, etc El complejo representa la experiencia Palatine irlandesa de sus lugares de origen alemán de la colonización y asentamiento en Irlanda.

- Castillo del Rey johns: Castillo militar del siglo XIII impresionante. El castillo sigue siendo una fortaleza más impresionante anglo-normando que conserva muchas de sus características pioneras que hacen que su construcción única por su día. Enorme puerta de entrada, almenas y torres de esquina aguardan exploración. Situado en la ciudad de Limerick.

- Lough Gur Heritage Centre: Una joya arqueológica de importancia internacional. Incluye los restos de círculos de piedra y piedras de pie, cámaras funerarias antiguas y Cairns. Los artefactos se han encontrado datan de la Edad de Bronce. Lough Gur está a 20 km de Adare.